# Prestonia clarki
Prestonia clarki is een vlindersoort uit de familie van de Pieridae (witjes), onderfamilie Coliadinae.
Prestonia clarki werd in 1920 beschreven door Schaus.